# Ulen (Minnesota)
Ulen es una ciudad ubicada en el condado de Clay en el estado estadounidense de Minnesota. En el Censo de 2010 tenía una población de 547 habitantes y una densidad poblacional de 185,75 personas por km².

## Geografía
Ulen se encuentra ubicada en las coordenadas 47°4′42″N 96°15′31″O / 47.07833, -96.25861. Según la Oficina del Censo de los Estados Unidos, Ulen tiene una superficie total de 2.94 km², de la cual 2.94 km² corresponden a tierra firme y (0%) 0 km² es agua.

## Demografía
Según el censo de 2010, había 547 personas residiendo en Ulen. La densidad de población era de 185,75 hab./km². De los 547 habitantes, Ulen estaba compuesto por el 93.05% blancos, el 0.37% eran afroamericanos, el 3.66% eran amerindios, el 0.18% eran asiáticos, el 0% eran isleños del Pacífico, el 0.55% eran de otras razas y el 2.19% pertenecían a dos o más razas. Del total de la población el 0.55% eran hispanos o latinos de cualquier raza.